# سد گابورون
سد گابورون (به لاتین: Gaborone Dam) یک سد خاکی در بوتسوانا است که در ناحیه جنوب شرقی (بوتسوانا) واقع شده‌است.